# ژارکو پتروویچ
ژارکو پتروویچ (به صربی: Žarko Petrović) (زاده ۲۷ اکتبر ۱۹۶۴ در نووی ساد - درگذشته ۲ آوریل ۲۰۰۷ در نووی ساد) بازیکن سابق تیم ملی والیبال یوگسلاوی بود. پتروویچ به همراه تیم ملی یوگسلاوی توانسنت مدال برنز المپیک ۱۹۹۶ را به دست آورد.